# Leusden

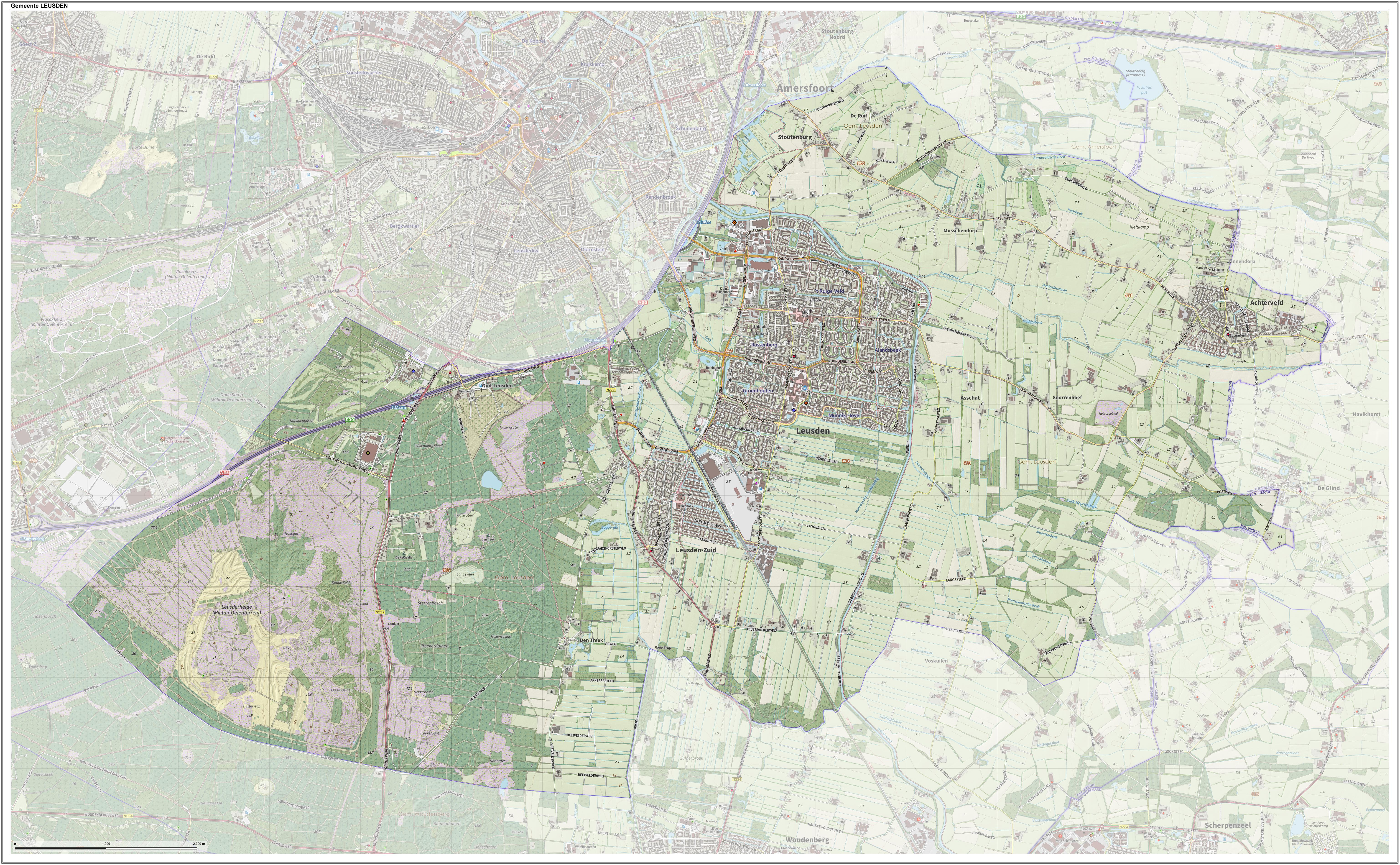
Topografische gemeentekaart van Leusden

Leusden (uitspraakⓘ) is een gemeente en plaats in de Nederlandse provincie Utrecht en ligt ongeveer 3 kilometer ten zuidoosten van Amersfoort. De gemeente telt 31.681 inwoners (22 november 2024, bron: CBS) en heeft een oppervlakte van 62,02 km² (waarvan 0,34 km² water). Inwoners worden Leusdenaren genoemd.
Het westelijke deel van de gemeente ligt op de hellingen van de Utrechtse Heuvelrug, en is grotendeels bedekt met bos en heidevelden. De oostelijke delen liggen in de Gelderse Vallei en is vooral landbouwgrond.
Een deel van den treek ligt in Leusden. Er is veel landbouwgrond. Vroeger werd er tabak verbouwd - hiernaar is ook de Tabaksteeg genoemd.

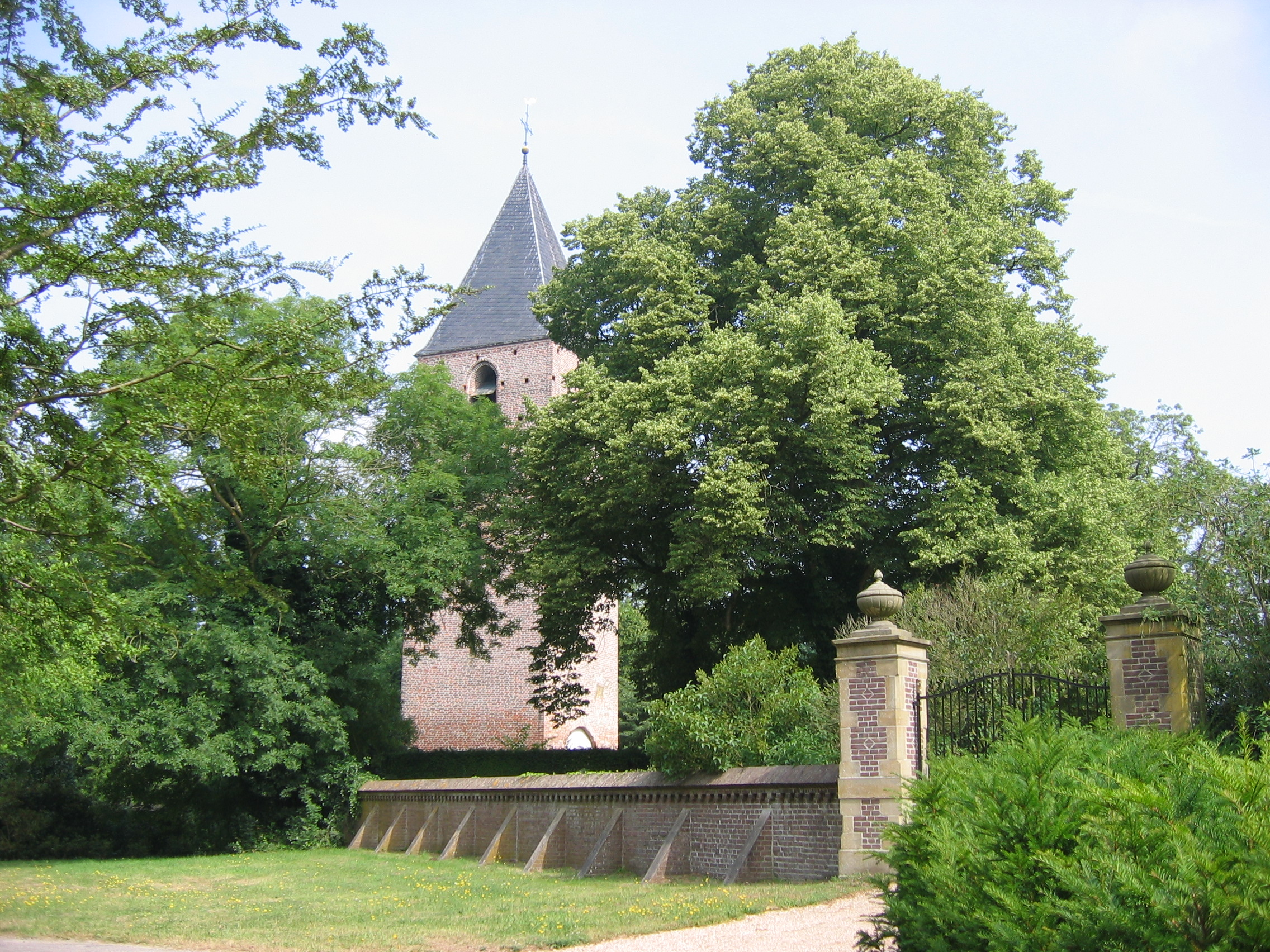
De kerktoren van Oud-Leusden

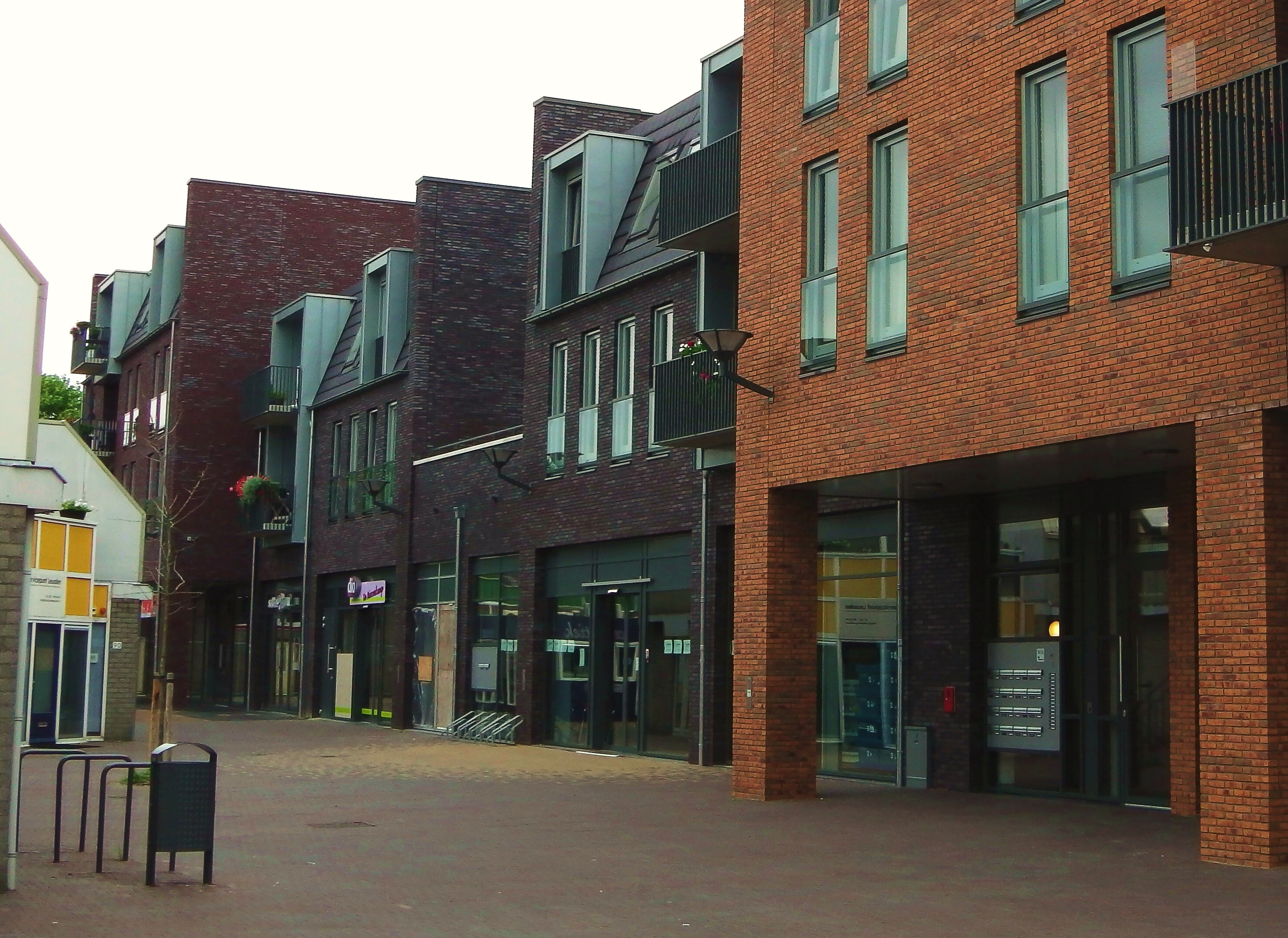
Stadsappartementen en winkels in winkelcentrum De Nieuwe Biezenkamp

## Etymologie
Al in het jaar 777 werd in een bisschoppelijke oorkonde de naam Villa Lisiduna genoemd voor het huidige Oud-Leusden. 
De naam zou net als het Belgische Lesdain en de Franse plaatsjes Lesdain en Lesdins afgeleid zijn van het Latijnse Ledinium, Lesdinium, Lusdinium of Lisdinum. Jan de Vries had zijn twijfels over deze etymologie, terwijl Berkel en Samplonius kozen voor de verklaring loos-, lis- of lies- en -duinen.

## Geschiedenis
De oudste archeologische vondsten in de huidige gemeente dateren uit de vroege steentijd. Zo is er op de Leusderheide een 50.000 tot 30.000 jaar oude bladspits gevonden die als speerpunt werd gebruikt. De eerste vaste bewoning kwam vanaf de bronstijd, dit blijkt uit de grafheuvels die zijn ontdekt bij Oud-Leusden en op de Leusderhei. Hier waren enkele nederzettingen van boeren die worden gedateerd rond 1600 voor Christus.
In de Romeinse tijd raakte het gebied opnieuw bewoond. Rond 300 na Christus werd een kleine wachttoren gebouwd,  waarvan de funderingen zijn teruggevonden. Vanaf begin vierde eeuw lijkt het weer enige tijd onbewoond te zijn geweest. In de tweede helft van de zesde eeuw begon de geschiedenis van het huidige dorp, in de buurtschap Oud-Leusden aan de zuidwestkant van Amersfoort. Tijdens opgravingen in de jaren tachtig werden zowel de nederzetting als het bijbehorende grafveld tijdens opgravingen teruggevonden. 
In het jaar 777 wordt de plaats vermoedelijk het voor het eerst in een schriftelijke bron vermeld, dan als Lisiduna. Deze nederzetting vormde het centrum van een domein dat in handen was van graaf Wigger. In het voornoemde jaar werd Villa Lisiduna door Karel de Grote aan de toenmalige Sint-Maartenskerk in Utrecht geschonken, op grond van de interpretatie die men aan de betreffende oorkonde geeft.
Vanaf de achtste eeuw groeide het dorp Oud-Leusden. De economie van het dorp was voornamelijk gebaseerd op landbouw, ijzerproductie en verzorging, als centrum van een grote parochie. De teruggang begon waarschijnlijk in het begin van de dertiende eeuw, toen de parochie kromp en de productie van ijzer onder druk kwam te staan. Het economische zwaartepunt van de regio verschoof  zich naar het oosten van het gebied (onder meer richting het centrum van de huidige gemeente).
In de zeventiende eeuw maakte de teelt van tabak een snelle groei door, en bereikte in het gebied van de huidige gemeente Leusden rond 1700 een hoogtepunt. Het was hier geschikt voor dankzij het gunstige klimaat, de bodem en goede verbindingen met belangrijke centra voor de handel en bewerking van tabak: Nijkerk, Amersfoort en Wageningen. In de achttiende eeuw werd, vanwege de gestegen prijzen, deels overgegaan op het verbouwen van graan. In de negentiende eeuw zou de teelt van tabak niet meer van belang zijn.
De Dodeweg verbond het dorp Leusbroek met de kerk en begraafplaats in Oud-Leusden. Daar staat nog een kerktoren uit de 13e of 14e eeuw die zichtbaar is vanaf de A28. De bijbehorende kerk is rond 1827 gesloopt. Het zwaartepunt van Leusden was veel oostelijker komen te liggen en de nieuwe Dorpskerk, een zogenaamde waterstaatskerk, werd gebouwd bij de buurtschap Bavoort aan de toen nieuwe weg van Amersfoort naar Arnhem, de huidige N226. Het kerkje is anno 2024 nog altijd in gebruik in wat nu Leusden-Zuid heet.
Tot de negentiende eeuw bleef Leusden landelijk gebied. In de loop van de negentiende en twintigste eeuw ontstonden pas woonkernen. In Hamersveld vond dit voornamelijk plaats bij het gemeentehuis en de kerk, in Leusbroek in de omgeving van de Dorpskerk.

### Na de Tweede Wereldoorlog
De gemeente Leusden kreeg in 1951 haar eigen wapen toegekend. In 1969 fuseerde de gemeente met Stoutenburg (waar destijds ook Achterveld onder viel) tot haar huidige vorm. De oorspronkelijke gemeente Leusden bestond daarvoor uit twee kleine dorpen, Leusbroek en Hamersveld, die in de jaren zestig resp. zeventig van de 20e eeuw grote uitbreidingen ondergingen en werden omgedoopt in Leusden-Zuid en Leusden-Centrum (later Leusden zonder meer). Pas sinds die tijd komt het huidige Leusden als plaats op de kaart voor.
Nadat in 1959 de eerste grote uitbreidingen kwamen, begon de gemeente gaandeweg meer te groeien. Hoewel de provincie bezwaren had tegen de bouw van woningen ten oosten van het Valleikanaal, verscheen er in 1968 een bijgesteld structuurplan, waarbij uitgegaan werd van ruim 46.000 inwoners in het jaar 2000. Deze uitbreidingen stuitten sinds de jaren zeventig steeds meer op kritiek. Lokale actiegroepen zoals KNAL-Groen en het Comité Milieuzorg Leusden zagen nadelen in de sterke suburbanisatie van de gemeente. Deze moest uiteindelijk onder meer vanwege lokale druk haar structuurplan van 1973 intrekken nadat protesten nationale aandacht kreeg. Volgens het nieuwe bestemmingsplan, uit 1977, zou de gemeente groeien tot 18.500 inwoners in 1985.
Ook de bouw van de nieuwbouwwijk de Tabaksteeg in 2006, was niet onomstreden. Hoewel de provincie het aanvankelijk niet wilde, werd deze wijk gebouwd in het gebied bij Leusden-Zuid, de zogeheten Pon-driehoek. Toen dit werd goedgekeurd, werd door het gemeentebestuur aanvankelijk ingezet op een omstreden maximum van 800 woningen. Na veel overleg werden dit er 905, waarvan dertig procent sociale woningbouw.
Leusden vierde op 8 juni 1977 haar 1200-jarig bestaan. Ter gelegenheid hiervan had de rijksmunt in Utrecht die dag de denarii opnieuw geslagen.
Leusden is in 2017 uitgekozen tot beste wandelgemeente van Nederland van het jaar.

## Overige kernen

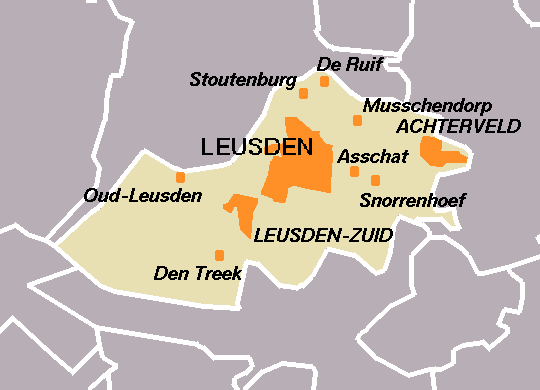
Gemeente Leusden

Behalve de plaats Leusden zelf, omvat de gelijknamige gemeente de dorpen Achterveld, Leusden-Zuid en Stoutenburg, en een aantal buurtschappen, onder andere Oud-Leusden, De Ruif, Den Treek, Jannendorp, Snorrenhoef, Musschendorp en Asschat.
De plaats Leusden heeft ongeveer 29.200 inwoners, Leusden-Zuid was eerst een zelfstandig dorp, maar door de bouw van de wijk de Tabaksteeg is het dorp bijna aan Leusden vastgegroeid. Leusden voldoet aan de statistische criteria van een kleine stad.

## Geografie
Leusden ligt deels in de Gelderse Vallei en deels op de Utrechtse Heuvelrug. Dit laatste deel omvat de Leusderheide, grotendeels militair terrein, en het landgoed Den Treek. Leusdens groene uitstraling heeft in 1999 geleid tot de eerste prijs in de categorie groenste stad van Nederland, georganiseerd door de Nederlandse tak van de Entente Florale. Het jaar erna bereikte men Europees de 2e plaats in dezelfde wedstrijd.
Aan de oostzijde van Leusden ligt de Grebbeliniedijk langs het Valleikanaal. Deze herbergt resten uit de Tweede Wereldoorlog, zoals bunkers, een tank-kering bij de Asschatterkeerkade. Over de liniedijk ligt een wandeltraject. Ook stromen er meerdere beken door Leusden waaronder de Heiligenbergerbeek, Barneveldse beek, Modderbeek en de Moorsterbeek. 
Leusden is al van verre zichtbaar door de KPN-tv mast aan de Lockhorsterweg bij de afslag Leusden-Zuid. Deze mast heeft een hoogte van 127,4 meter.
Door de gemeente lopen 5 klompenpaden: het Dashorsterpad, het Schutpad, het Snorrenhoefpad, het Stoutenburgerpad en het Termatenpad.

### Landgoederen en natuurgebieden
Aan de randen van Leusden ligt een aantal landgoederen met grotere landhuizen die veelal in gebruik zijn als kantoren. Voorbeelden zijn de landgoederen Stoutenburg, Den Treek-Henschoten, Leusderend, Lockhorst (waar zich tevens het Lockhorsterbos bevindt), De Boom en Heiligenberg.
De natuurgebieden zijn Bloeidaal, de Schammer, Leusderheide en Groot Zandbrink. Het ecoduct Treeker Wissel verbindt de Leusderheide met het landgoed Den Treek-Henschoten.

### Wijken en buurten
In de wijk Rozendaal beschikt Leusden over de oudste drive-inwoningen van Nederland. Deze woningen, die eind jaren zestig gerealiseerd werden, heten in de volksmond de Eurowoningen, naar de gelijknamige projectontwikkelaar en de straatnamen.
- Akkerhoeve
- Alandsbeek
- Bosveld
- Claverenblad
- Groenhouten
- Hamershof (Centrum)
- Hamersveld-Oud (deels centrum)
- Hamersveld-Nieuw
- Langenbeek
- Leusden-Zuid
- Maanwijk
- Munnikhove
- Noordwijck
- Rossenberg
- Rozenboom (Centrum)
- Rozendaal (Eurowoningen)
- Tabaksteeg
- 't Ruigeveld
- 't Vliet
- Valleipark
- Wetering
- Wildenburg
- Zwanenburg

### Bedrijfsterreinen[16]
- Ambachtsweg
- De Horst
- Paardenmaat
- Princenhof
- 't Ruigeveld
- 't Spieghel
- De Fliert (Achterveld)

## Economie

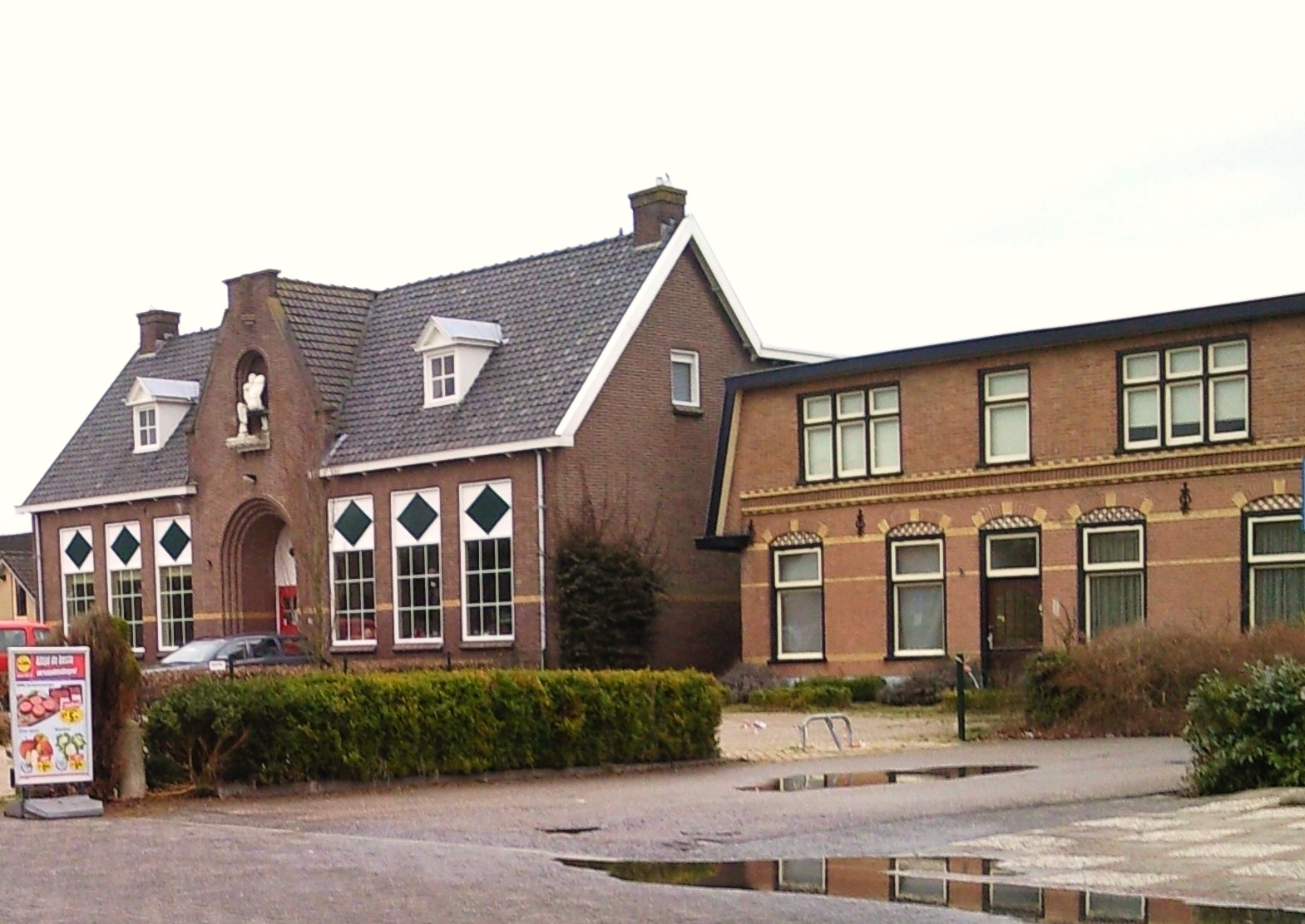
Uitgaanscentrum de Til aan de Hamersveldseweg in het centrum van Leusden. Het linkerpand dateert uit 1920

Het bedrijfsleven van Leusden bestaat, naast de agrariërs in het buitengebied, voor het grootste deel uit dienstverlenende bedrijven. Vele bekende bedrijven en organisaties hebben een hoofdvestiging in de gemeente. Bekende bedrijven en organisaties die hun (Nederlandse) hoofdkantoor in Leusden hebben zijn:
- AFAS Software (software);
- Intergamma, moedermaatschappij van Gamma en Karwei (bouwmarkten);
- HISWA-RECRON (brancheorganisatie voor watersport- en recreatiebedrijven);
- KNSA (schietsportbond).

Pon Holdings is met een distributiecentrum en diverse werkmaatschappijen gevestigd op het gelijknamige bedrijventerrein Pon. Geïmporteerde auto's worden per trein aangevoerd naar de naastgelegen spooraansluiting Leusden PON.

### Winkelgebieden

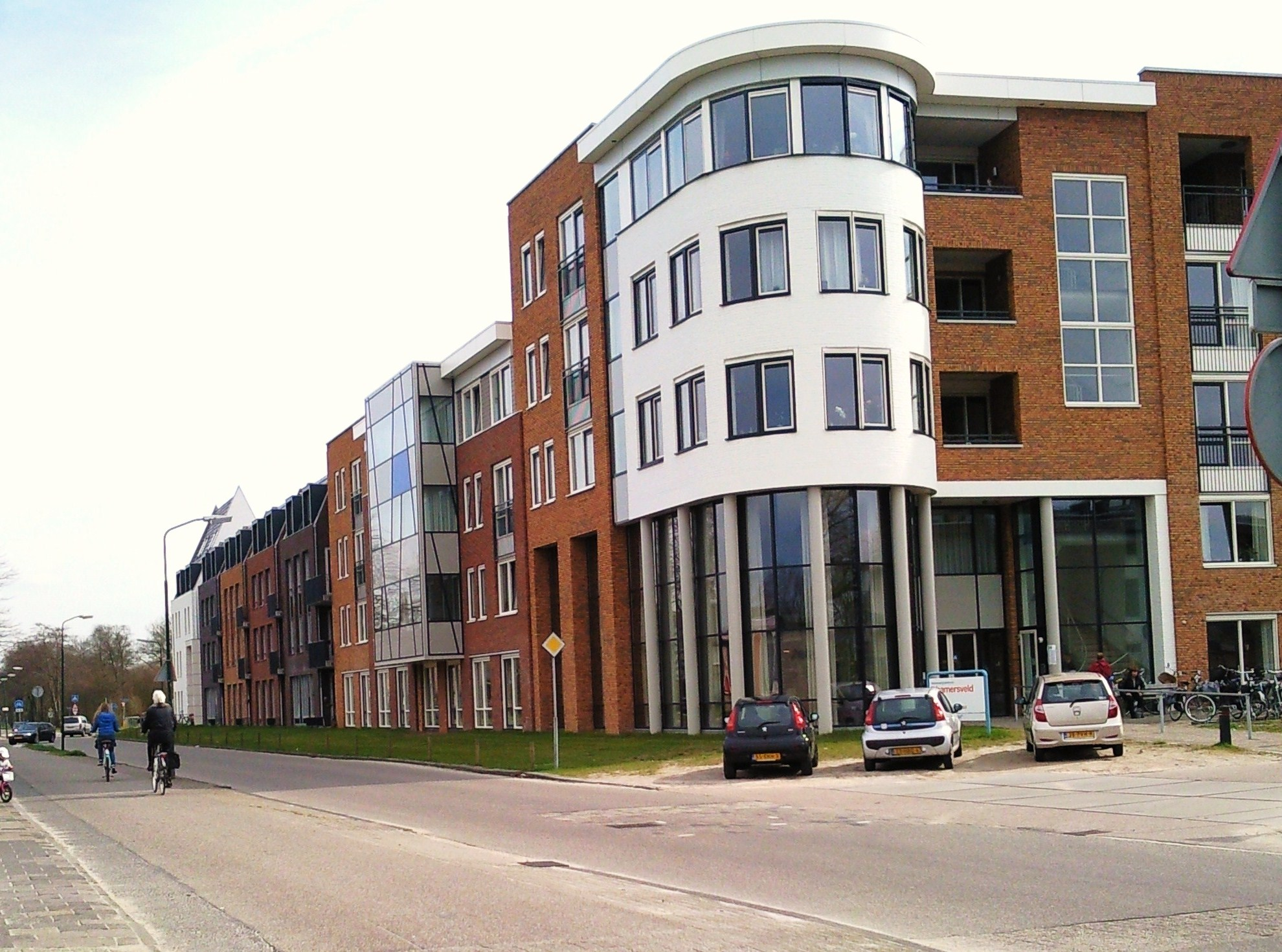
Nieuwbouw in de stad, vlak bij winkelcentrum de Biezenkamp

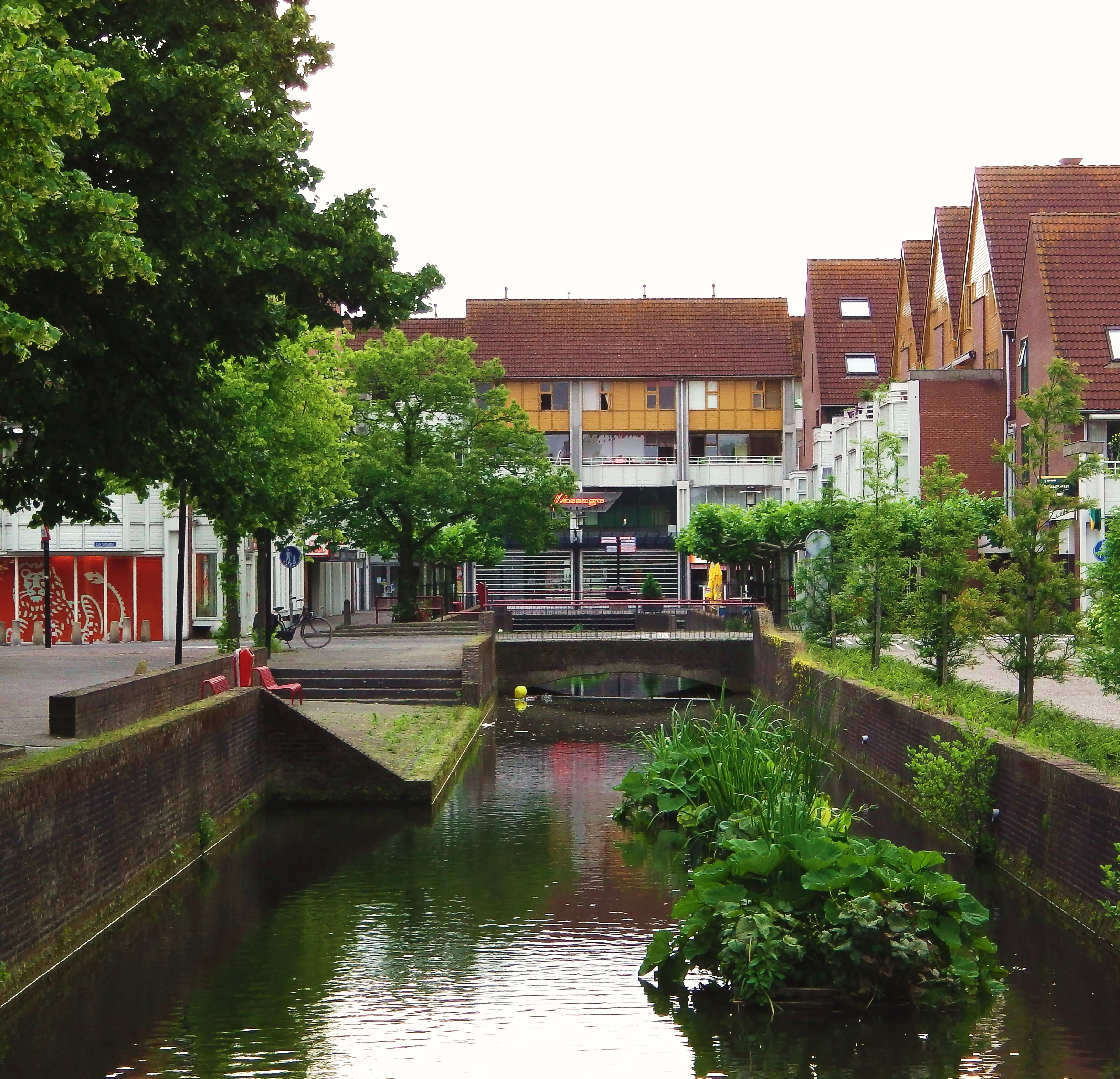
De voormalige en enige stadsgracht in Leusden de Kooikersgracht. Gelegen in Winkelcentrum de Hamershof

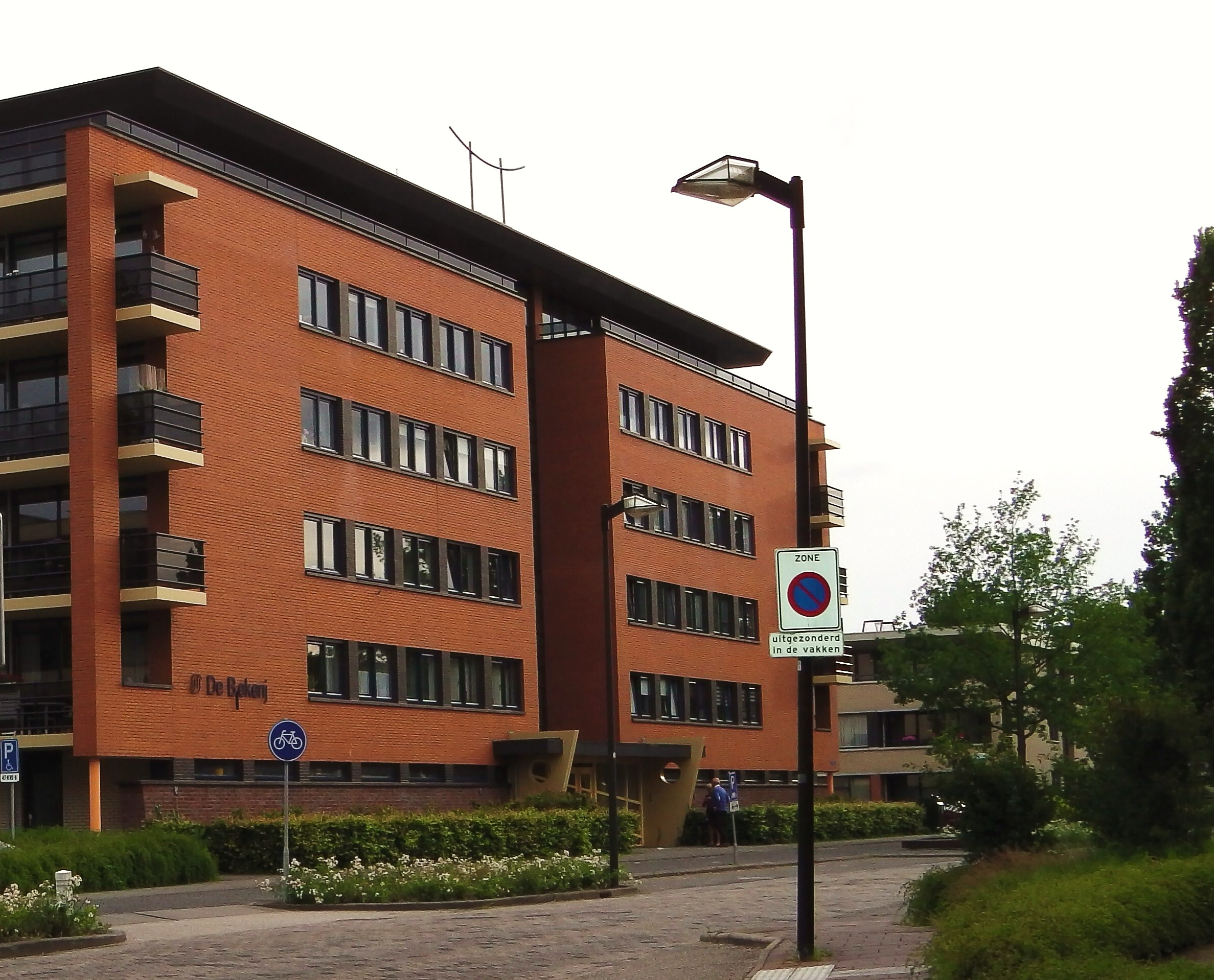
Flatgebouw in het stadscentrum

Leusden beschikt over drie winkelcentra:
- Winkelcentrum de Biezenkamp; heeft een stadsplein met rondom winkels en appartementen, verder liggen er nog een aantal winkels, restaurants en cafés aan de Hamersveldseweg en de Zwarteweg die allebei door het centrum van Leusden lopen.
- Winkelcentrum de Hamershof; de eerste winkels openden hun deuren in 1980, in de Hamershof bevinden zich ook verschillende eetgelegenheden. De Openbare Bibliotheek is in dit winkelcentrum gevestigd, op de 1e verdieping werd in 2010 een VVV-kantoor geopend.
- Winkelcentrum Zuidhoek; gelegen in de nieuwbouwwijk de Tabaksteeg. In het winkelcentrum zijn vooral dagwinkels gevestigd. Naast het winkelcentrum ligt een multifunctioneel centrum met bibliotheek, restaurant, scholencomplex en kantoorruimte.

## Openbaar vervoer
Het openbaar vervoer in Leusden wordt sinds 11 december 2016 door bussen van Keolis Nederland uitgevoerd en sinds 11 december 2022 ook door bussen van EBS (onder de namen Syntus Utrecht en RRReis respectievelijk), voorheen door Connexxion, met eindbestemmingen Amersfoort, Veenendaal, Doorn, Rhenen, Utrecht (Rijnsweerd), Nijkerk en Barneveld.
| Lijn | Soort     | Route                                                   | Vervoerder | Bijzonderheden |
| ---- | --------- | ------------------------------------------------------- | ---------- | -------------- |
| 17   | Streekbus | Amersfoort - Leusden Bedrijventerrein De Horst          | Syntus     |                |
| 19   | Streekbus | Amersfoort - Leusden ISVW                               | Syntus     |                |
| 80   | Streekbus | Amersfoort - Leusden - Woudenberg - Veenendaal-De Klomp | Syntus     |                |
| 82   | Streekbus | Amersfoort - Leusden - Maarsbergen - Maarn - Doorn      | Syntus     |                |
| 217  | Spitsbus  | Amersfoort - Leusden Bedrijventerrein De Horst          | Syntus     |                |
| 280  | Spitsbus  | Amersfoort - Leusden - Woudenberg - Veenendaal          | Syntus     |                |
| 299  | Snelbus   | Leusden - Soesterberg - Utrecht Rijnsweerd              | Syntus     |                |
| 509  | Buurtbus  | Nijkerk - Hoevelaken - Leusden - Achterveld - Barneveld | EBS        |                |
| 680  | Schoolbus | Rhenen - Veenendaal - Woudenberg - Leusden - Amersfoort | Syntus     |                |

Bijgewerkt op 24 december 2023

## Politiek en bestuur

### B&W
Sinds 7 september 2017 is Gerolf Bouwmeester burgemeester van Leusden. Van 13 december 2023 tot 4 mei 2024 werd Bouwmeester waargenomen door Frans Backhuijs. De wethouders zijn: Wim Vos (CDA), Marleen Treep (CU) namens Sociaal Leusden, Jan Kramer (BBB) namens Lokaal Belangrijk en Frank de Wit (Lokaal Belangrijk).

### Zetelverdeling gemeenteraad
De gemeenteraad van Leusden kent 23 zetels.
| Partij                     | 2002 | 2006 | 2010 | 2014 | 2018 | 2022 |
| -------------------------- | ---- | ---- | ---- | ---- | ---- | ---- |
| Lokaal Belangrijk          | -    | -    | -    | -    | -    | 7    |
| CDA                        | 5    | 5    | 5    | 5    | 5    | 4    |
| GroenLinks-PvdA            | -    | -    | -    | 4    | 4    | 3    |
| Groenlinks                 | 2    | 2    | 3    | 4    | 4    | 3    |
| PvdA                       | 5    | 5    | 2    | 4    | 4    | 3    |
| VVD                        | 5    | 5    | 5    | 4    | 4    | 2    |
| D66                        | 1    | 1    | 3    | 5    | 3    | 2    |
| ChristenUnie-SGP           | 2    | 2    | 2    | 3    | 3    | 2    |
| Leusden Vooruit            | -    | -    | -    | -    | -    | 2    |
| SP                         | -    | -    | -    | -    | 2    | 1    |
| Kiesvereniging Leusden '90 | 1    | 1    | 1    | -    | -    | -    |
| totaal                     | 21   | 21   | 21   | 21   | 21   | 23   |

### Stedenbanden
Van 1998 tot 2012 had de gemeente een stedenband met de Hongaarse plaats Tét, waarbij jaarlijks uitwisselingsactiviteiten georganiseerd werden. Wegens bezuinigingen werd deze band door de gemeente Leusden verbroken.

### Aangrenzende gemeenten
| Aangrenzende gemeenten | Aangrenzende gemeenten | Aangrenzende gemeenten | Aangrenzende gemeenten | Aangrenzende gemeenten |
| ---------------------- | ---------------------- | ---------------------- | ---------------------- | ---------------------- |
|                        |                        | Amersfoort             |                        |                        |
|                        |                        |                        |                        |                        |
| Zeist                  | Barneveld (Gld)        |                        |                        |                        |
|                        |                        |                        |                        |                        |
|                        |                        | Woudenberg             |                        |                        |

## Bezienswaardigheden

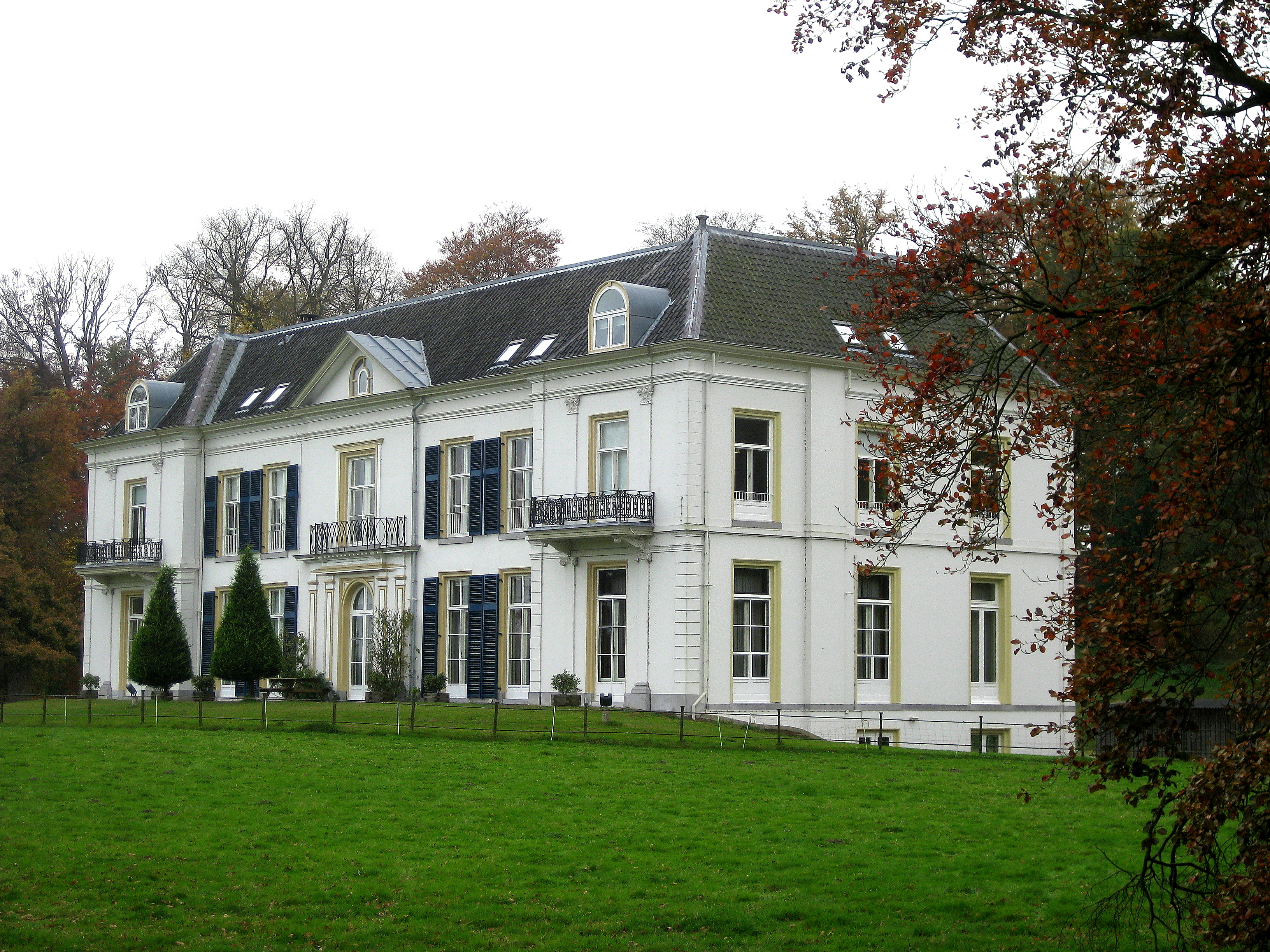
Landhuis Heiligenberg

- St. Jozefkerk in Leusden, een Rooms-katholieke kerk die dateert uit 1841
- Sint-Jozefkerk in Achterveld, een eveneens Rooms-katholieke kerk uit 1933
- Boerderij Nieuw Langebeek, tegen de openbare bibliotheek, die dateert uit 1878
- Scrum, een kunstwerk uit 1987 bij de Kooikersgracht in Winkelcentrum de Hamershof
- Landhuis Heiligenberg, gebouwd rond 1815 door Ernst Louis van Hardenbroek
- Heiligenbergerweg 3, koetshuis dat tussen 1850 en 1900 werd gebouwd
- Duiventil aan het Zwanenwater op de buitenplaats van De Heiligenberg, dateert uit ongeveer 1827-1837
- Fabrieksgebouw Coöperatieve Handelsvereniging Leusden & Omgeving (Hamersveldseweg 138), dateert uit 1929
- Grebbeliniedijk Noord- en oostrand Leusden. Met veel oorlogsbunkers. Dateert uit 1935-1945
- Asschatterkeerkade nabij de Hagenouwselaan, tankeropstelling in de dijk, dateert uit 1940-1945
- Kerktoren van Oud-Leusden, Vlooswijkerweg, die dateert uit rond 1300
- Dorpskerk Leusden-Zuid, Arnhemseweg, die dateert uit 1828

## Cultuur en recreatie

### Media
De Leusder Krant is de regionale krant van Leusden en wordt uitgegeven sinds april 1969. In de hoogtijdagen van het blad verscheen de krant twee keer per week, sindsdien alleen maar op de woensdag. De lezers van het nieuwsblad, dat in de eerste editie Krant zonder naam heette, kozen voor de naam Leusder Courant, dit werd later gewijzigd in de huidige naam. De krant valt onder de uitgever BDUmedia. Tot eind 2018 bestond in de gemeente ook de krant Leusden Nu dat werd uitgegeven door De Persgroep Nederland. Deze is dat jaar eveneens overgenomen door BDUmedia en is sindsdien geïntegreerd in de Leusder Krant.
Verder deelt de gemeente de lokale omroep met de gemeente Amersfoort: Mediagroep EVA. Deze omroep beheert een televisiezender, radiostation, teletekst en een internetsite.

### Theater en muziek
Leusden kent twee theaters: theater de tuin en sinds 2021 het AFAS theater Leusden. Bij laatstgenoemde ging de musical 14 in première. Ook kent de gemeente een muziekschool. Sinds 2008 wordt muziekonderwijs gegeven door Scholen in de Kunst in het gebouw Muziekschool Leusden aan de Eikenlaan. Het plaatselijke orkest is Lisiduna Leusden.

### Monumenten
In de gemeente zijn er een aantal rijksmonumenten, gemeentelijke monumenten en oorlogsmonumenten, zie:
- Lijst van rijksmonumenten in Leusden (plaats)
- Lijst van rijksmonumenten in Leusden (gemeente)
- Lijst van gemeentelijke monumenten in Leusden
- Lijst van oorlogsmonumenten in Leusden

## Sport en gezondheid
Circa 46% van de Leusdenaren heeft overgewicht. Ongeveer 58% van de Leusdenaren maakt wekelijks gebruik van sportfaciliteiten. Van de jongeren beweegt ongeveer 48% minder dan de landelijke beweegnorm.  
Naar aanleiding van het Nationaal Sportakkoord is in 2020 het Leusdens Sport- en Beweegakkoord gesloten tussen onder andere de gemeente en sportorganisatie Leusden Fit. Doel hiervan is als volgt:   
sport en beweging voor zoveel mogelijk Leusdenaren bereikbaar maken en hen actief stimuleren gebruikte maken van die mogelijkheden.
De gemeente kent meer dan 40 sportverenigingen waarvan ca. 32% van de inwoners ten minste lid is van een. Hieronder een lijst van enkele verenigingen. 
| - Autoclub AMBC Achterveld - Basketbalvereniging Green Giants - Badmintonvereniging Avanti, LBC - Biljartvereniging BV'75, BV Leusden, De Hessenkeuen - Dartsvereniging LPD-Leusden - Gymnastiekvereniging Avanti, Impala - Golfclub De Hoge Kleij - Handbalvereniging LHV - Hockeyclub MHC Leusden - Honk- en softbalvereniging The Red Caps - Jeu de Boulesvereniging Amicale de Pétanque, De Hakhorst |  | - Korfbalclub KC Antilopen - Maneges en rijverenigingen De Mallejan, De Vier Hoeven, De Singels, De Treekhoeve, FPC De Hofstede, Nimmerdor - Schaakvereniging SVL - Schietvereniging Ons Genoegen - Squashvereniging SRGL - Tafeltennisvereniging TTCL - Tennisverenigingen LTV De Eemelaar, LTV Leusden, TPV Lockhorst - Voetbalclubs RODA '46, SV Achterveld VV Leusden - Volleybalvereniging AFAS-LEOS, Avanti - Wielrennen en mountainbiken TTL - Zwem- en waterpoloclub De Haaien |

Verder zijn er zes sportzalen in de gemeente.

## Geboren en overleden
Geboren
- Willem de Beaufort (1845-1918), liberaal staatsman en minister van Buitenlandse Zaken
- Jan Lodewijk van Hardenbroek van Lockhorst (1862-1921), burgemeester
- Jan Aernout Anne Hendrik de Beaufort (1876-1947), burgemeester
- Lieven Ferdinand de Beaufort (1879-1968), bioloog, directeur van Artis
- Johannes Anthonie de Visser (1883-1950), politicus en jurist
- Rijk van Loenen (1893-1969), verzetsstrijder
- Petertje van den Hengel (1922-2006), verzetsstrijder
- Jan van Burgsteden S.S.S. (1935), hulpbisschop van Haarlem-Amsterdam
- Hans Renes (1954-2023), historisch geograaf
- Bianca Hagenbeek (1967), televisiepersoonlijkheid
- Robby Valentine (1968), zanger
- Gaby van Nimwegen (1971), fotomodel en televisiepresentatrice (Miss Holland 1992-1993)
- Marieke Wijsman (1975), schaatsster
- Wudstik (1981), muzikant
- Haike van Stralen (1983), zwemster
- Yung Felix (1991), dj en muziekproducent
- Wyke van Weelden (1993), singer-songwriter
- Fabian de Keijzer (2000), voetballer
- Lotje de Keijzer (2002), voetbalster

Overleden
- Ansfried (ca. 940-1010), bisschop en edelman
- Arnoud Jan de Beaufort (1799-1866), grootgrondbezitter en politicus
- Ernest Louis van Hardenbroek van Lockhorst (1829-1877), politicus en advocaat
- Sjoerd Vening Meinesz (1833-1909), politicus en journalist
- Arnoud Jan de Beaufort (1855-1929), politicus
- Jan Karel Hendrik de Beaufort (1879-1962), burgemeester
- Cypriaan Gerard Carel Quarles van Ufford (1891-1985), burgemeester
- Gijsberta van Garderen (1902-1996), Nederlandse verzetsstrijdster
- Gerrit Achterberg, (1905-1962), dichter
- Louis Rudolph Jules van Rappard (1906-1994), politicus en slotvoogd
- Willem G. van Maanen (1920-2012), journalist en schrijver
- Wim Scherpenhuijsen Rom (1933-2020), militair en bankier
- John Bernard (1937-2024), meteoroloog
- Meta de Vries (1941-2011), radio-dj en jazz-zangeres
- Heinze Bakker, (1942-2021), sportjournalist
- Big John Russell (1943-2010), Surinaams-Nederlands zanger

Van de slachtoffers die in het Leusdense gedeelte van Kamp Amersfoort zijn overleden, zijn de namen ingeschreven in de burgerlijke stand van de gemeente.

## Galerij

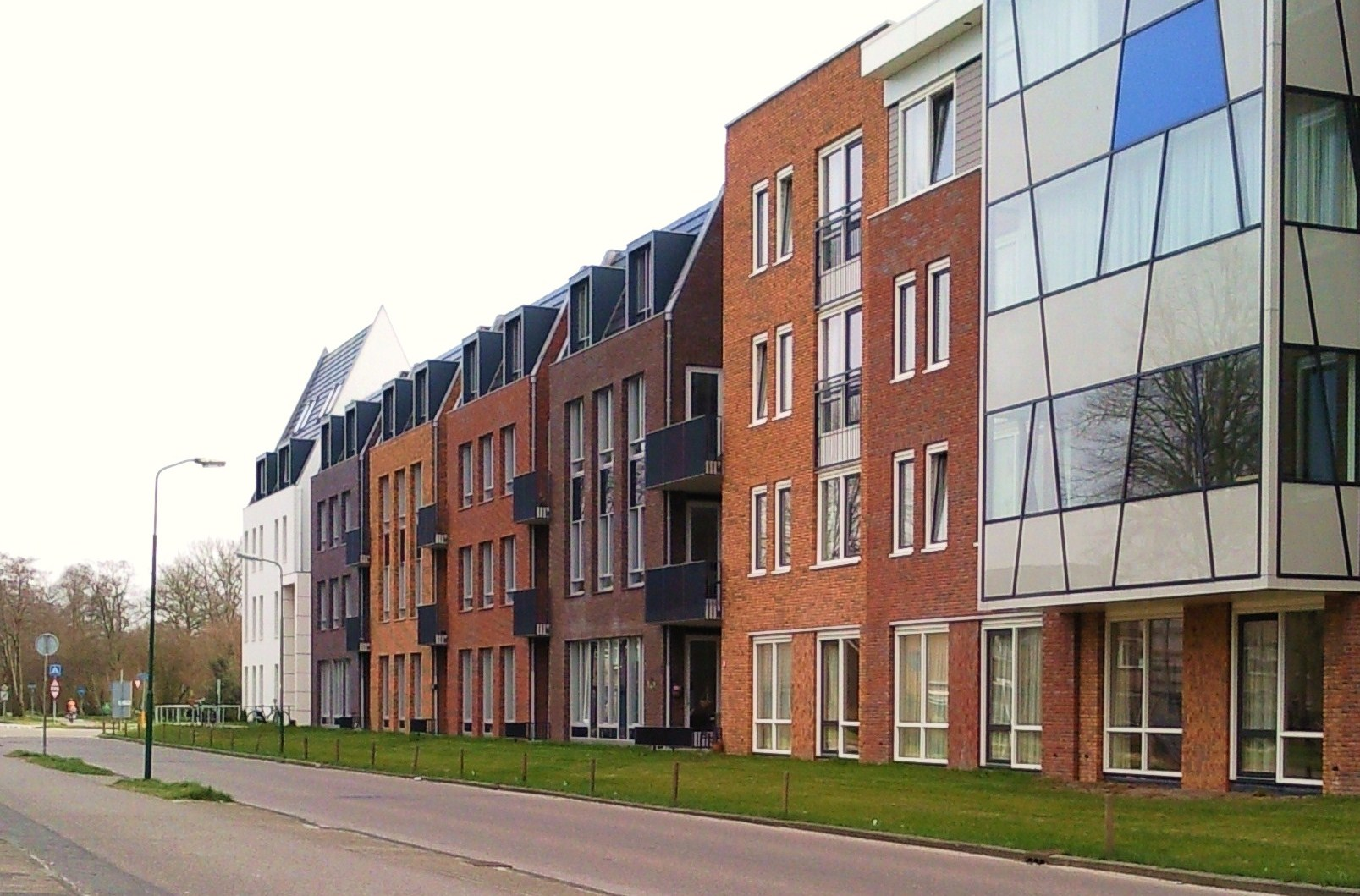
Nieuwbouw nabij vernieuwd winkelcentrum de Biezenkamp
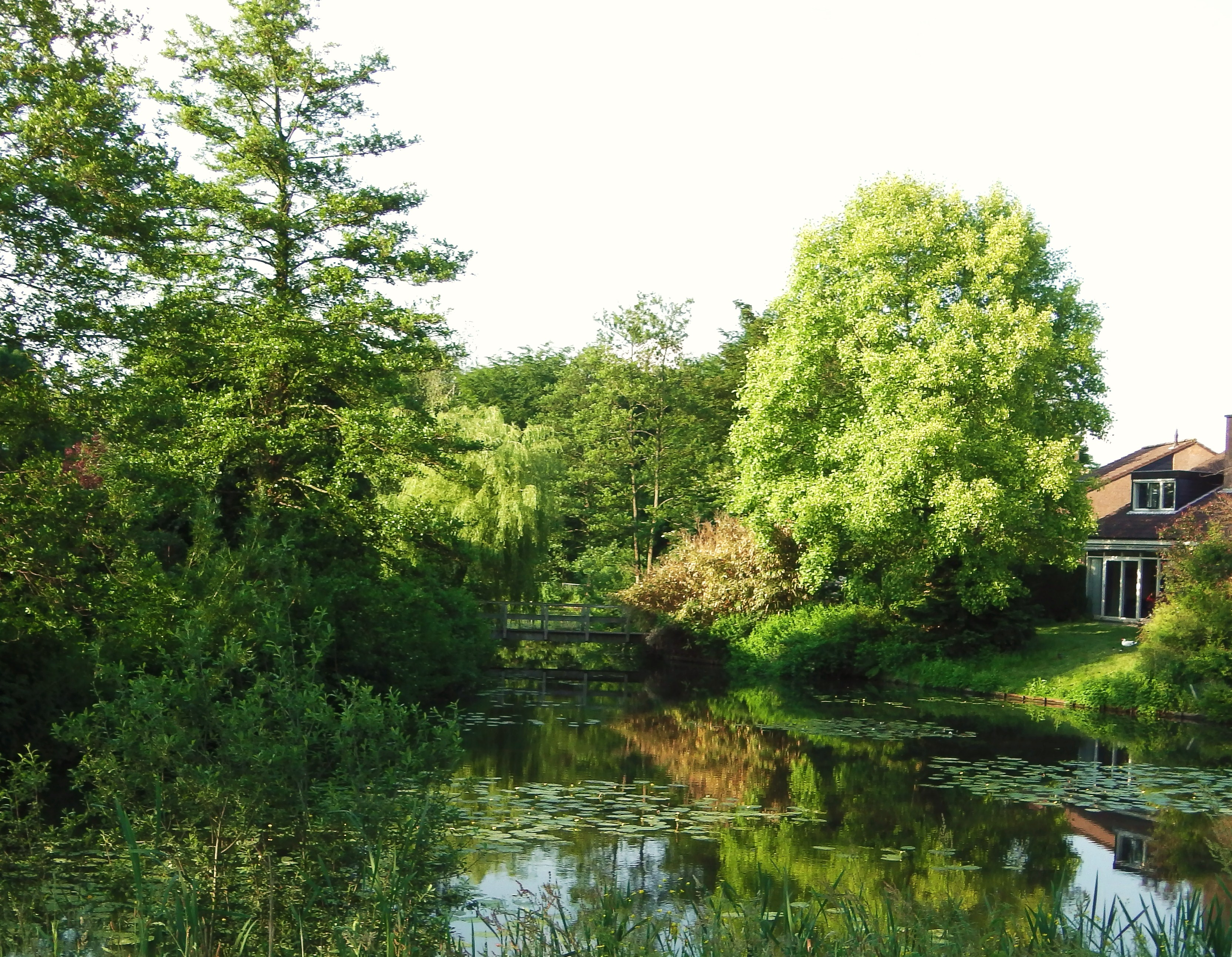
Park Wildenburg in de wijk "Wildenburg"
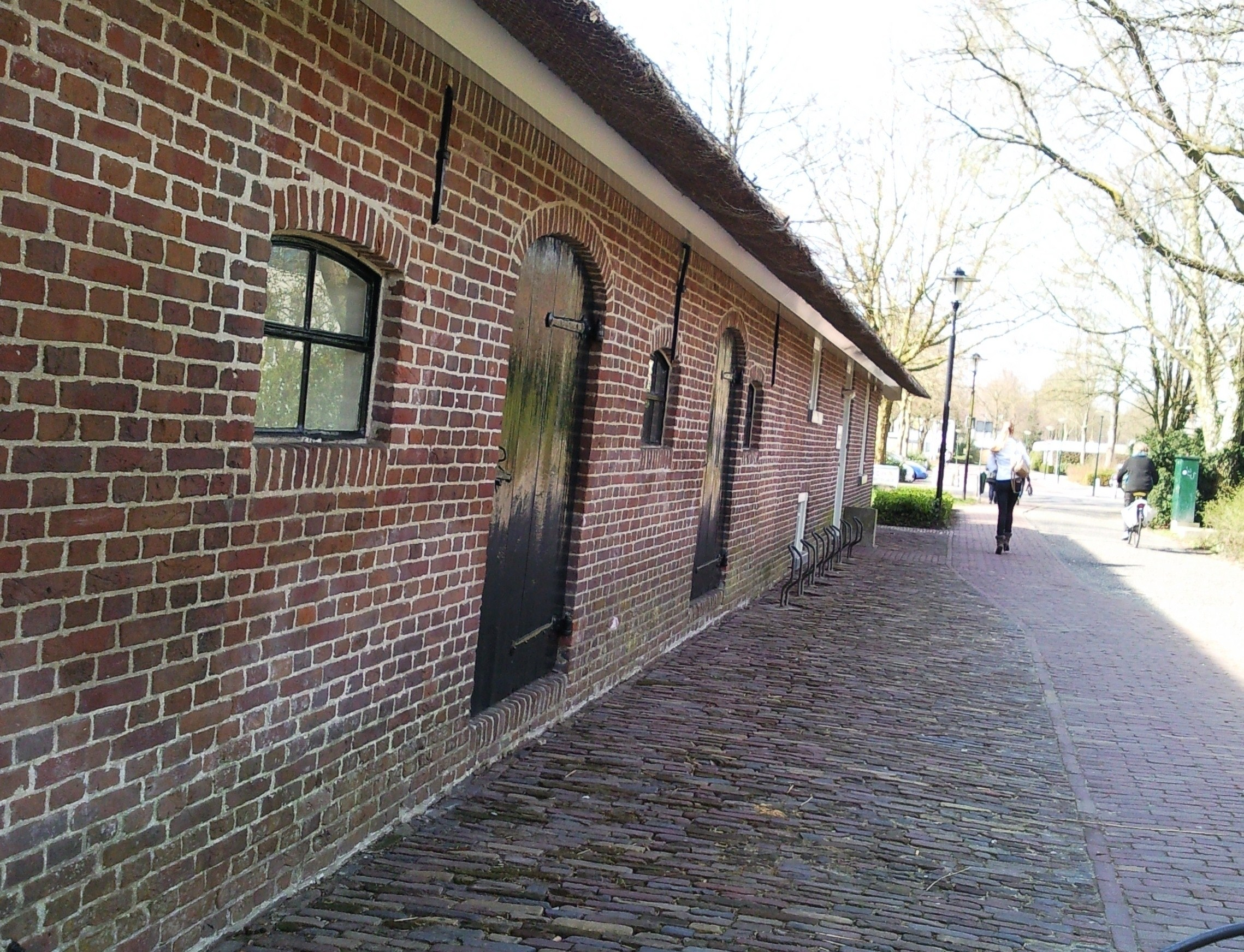
Oud gedeelte in het centrum bij winkelcentrum de Hamershof
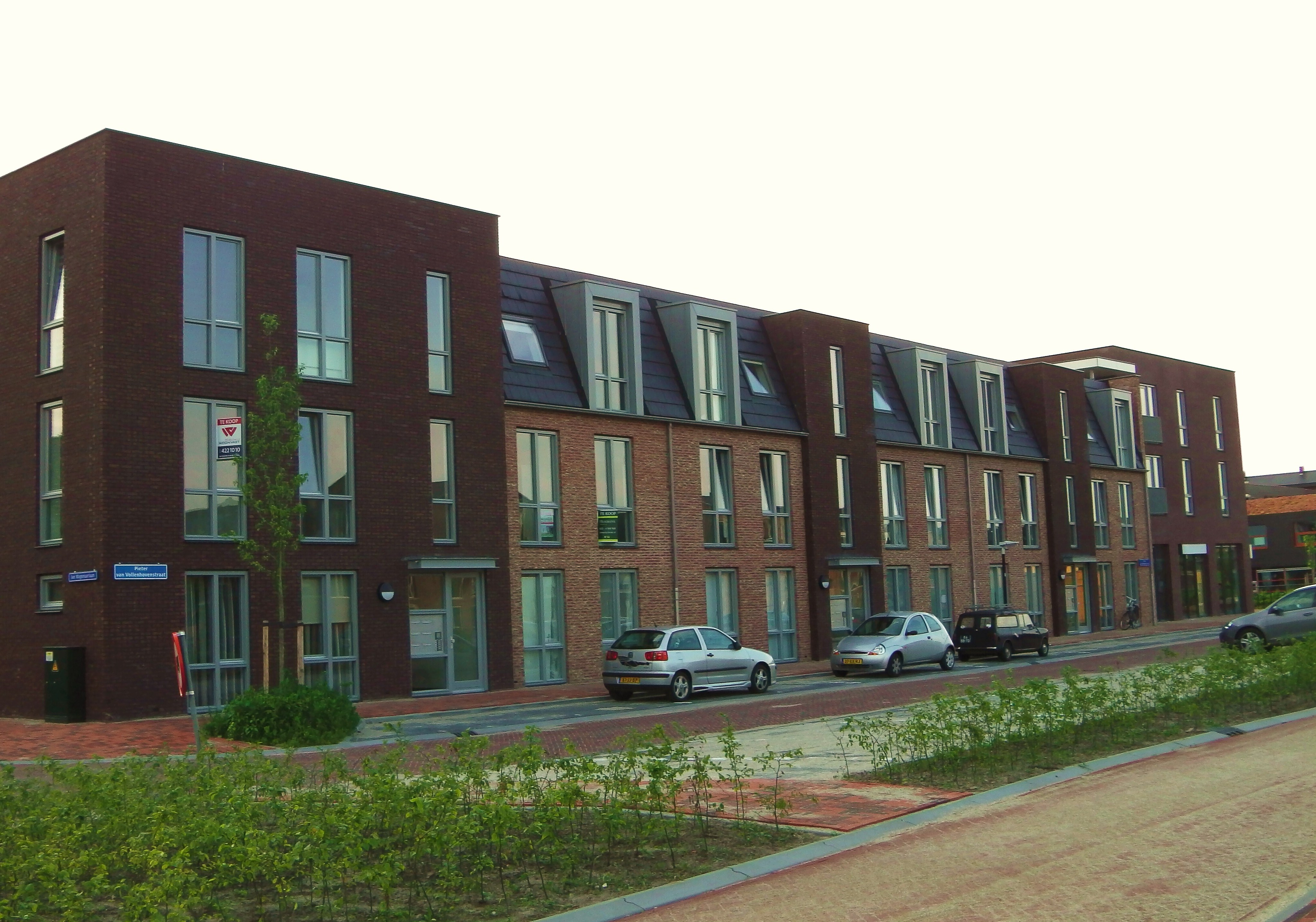
Pieter van Vollenhovenstraat in het centrum van de Tabaksteeg
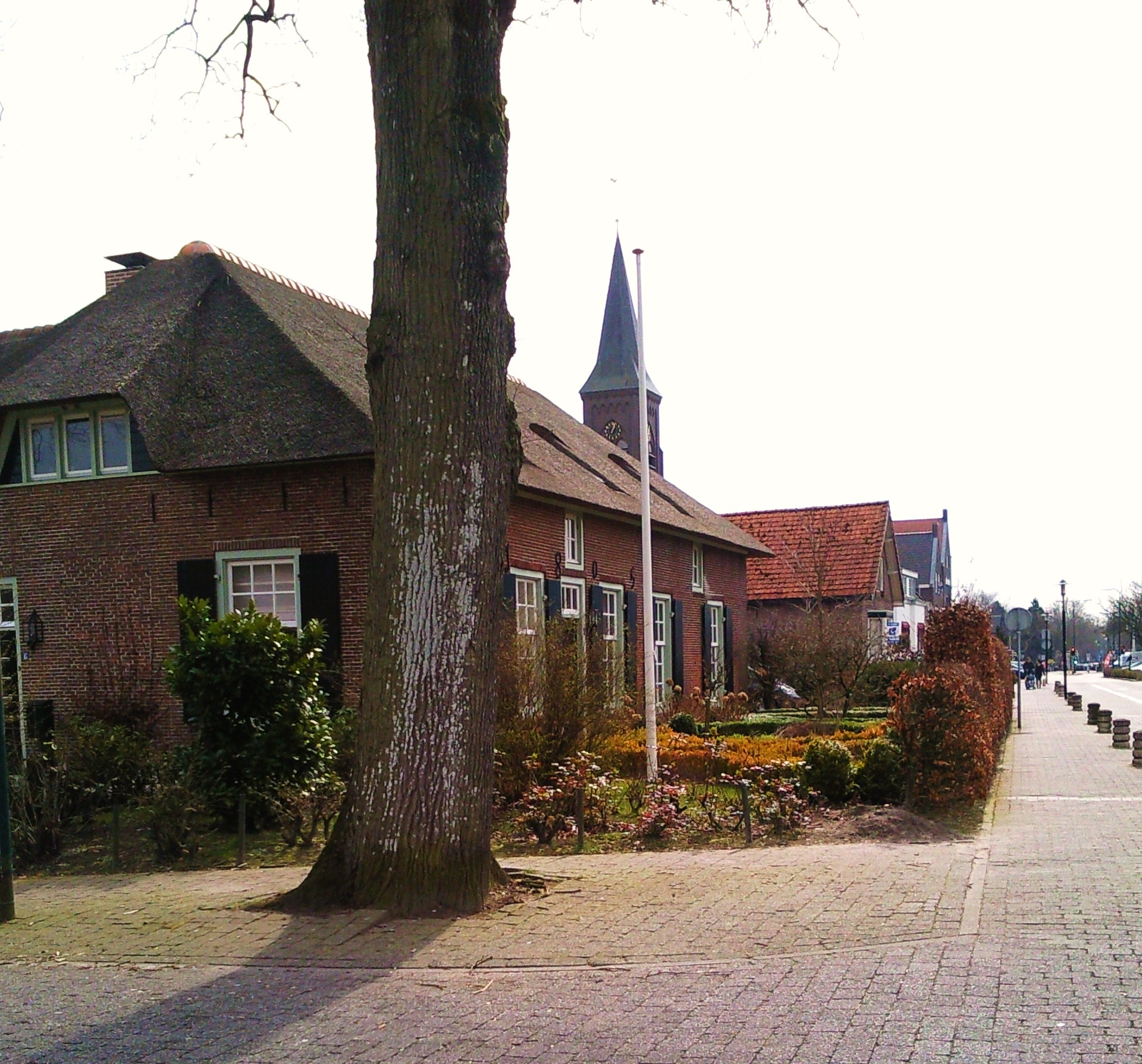
Oude centrum
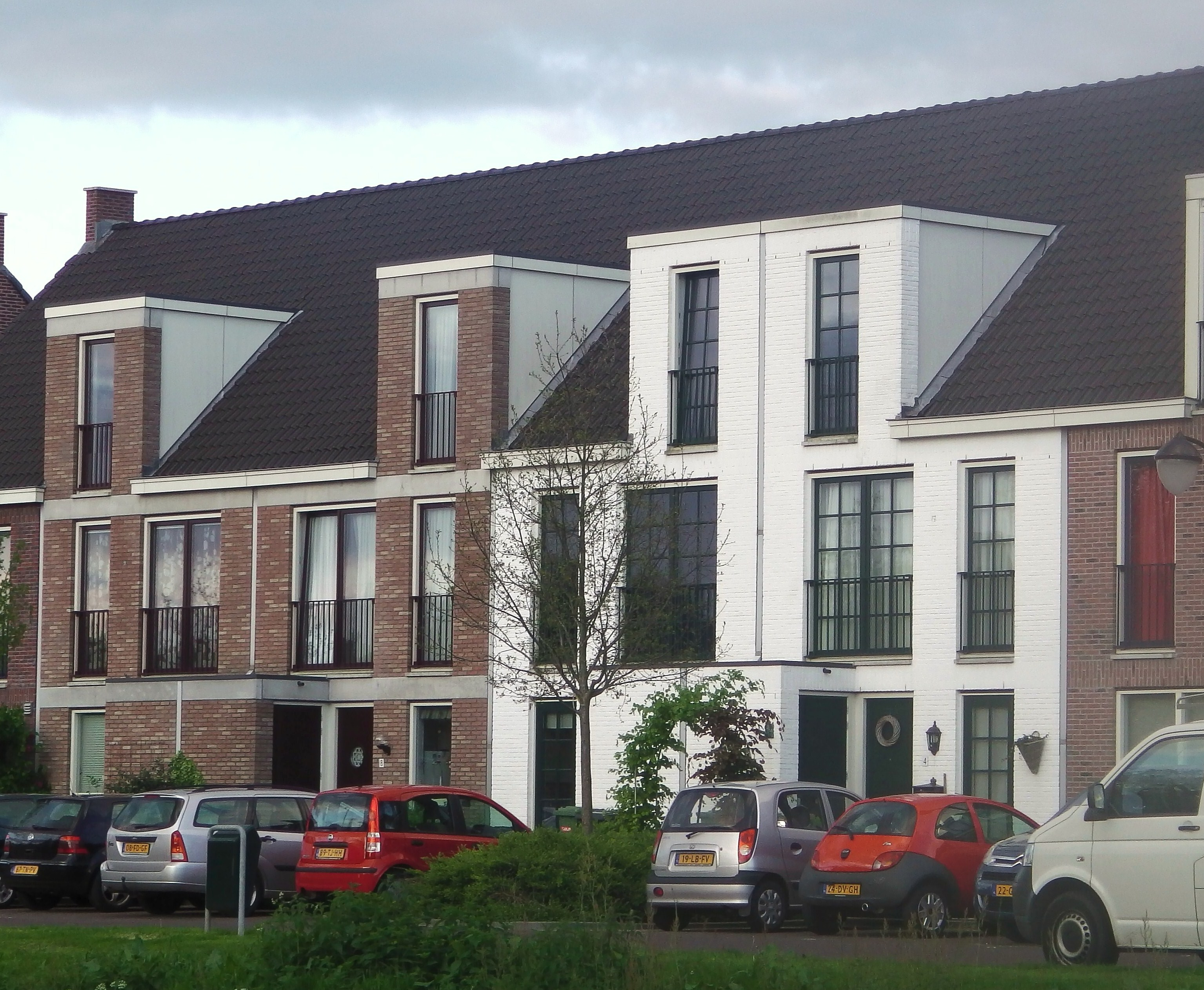
Nieuwbouwwijk Tabaksteeg
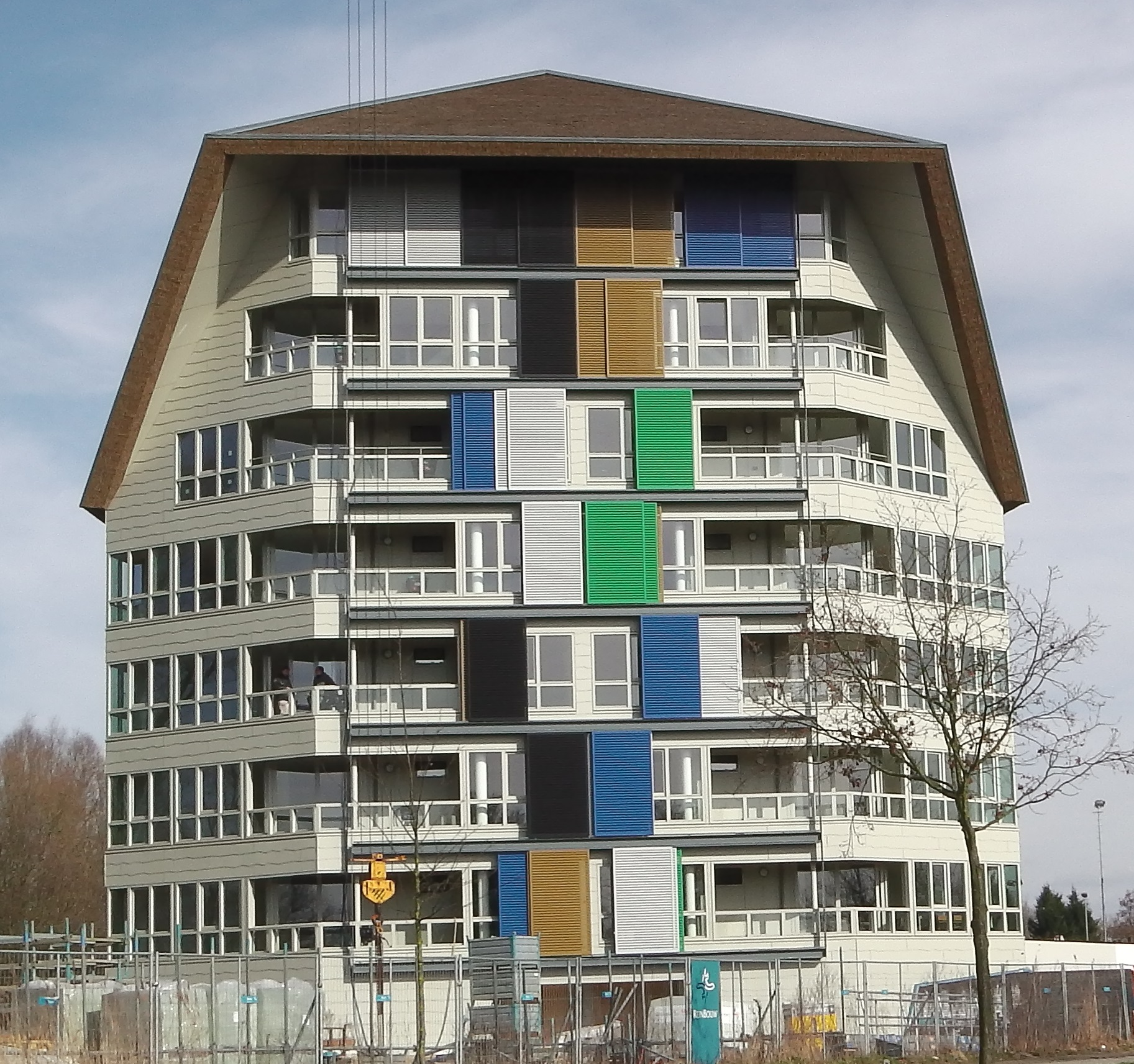
Woontoren t-Zicht aan de rand van Leusden
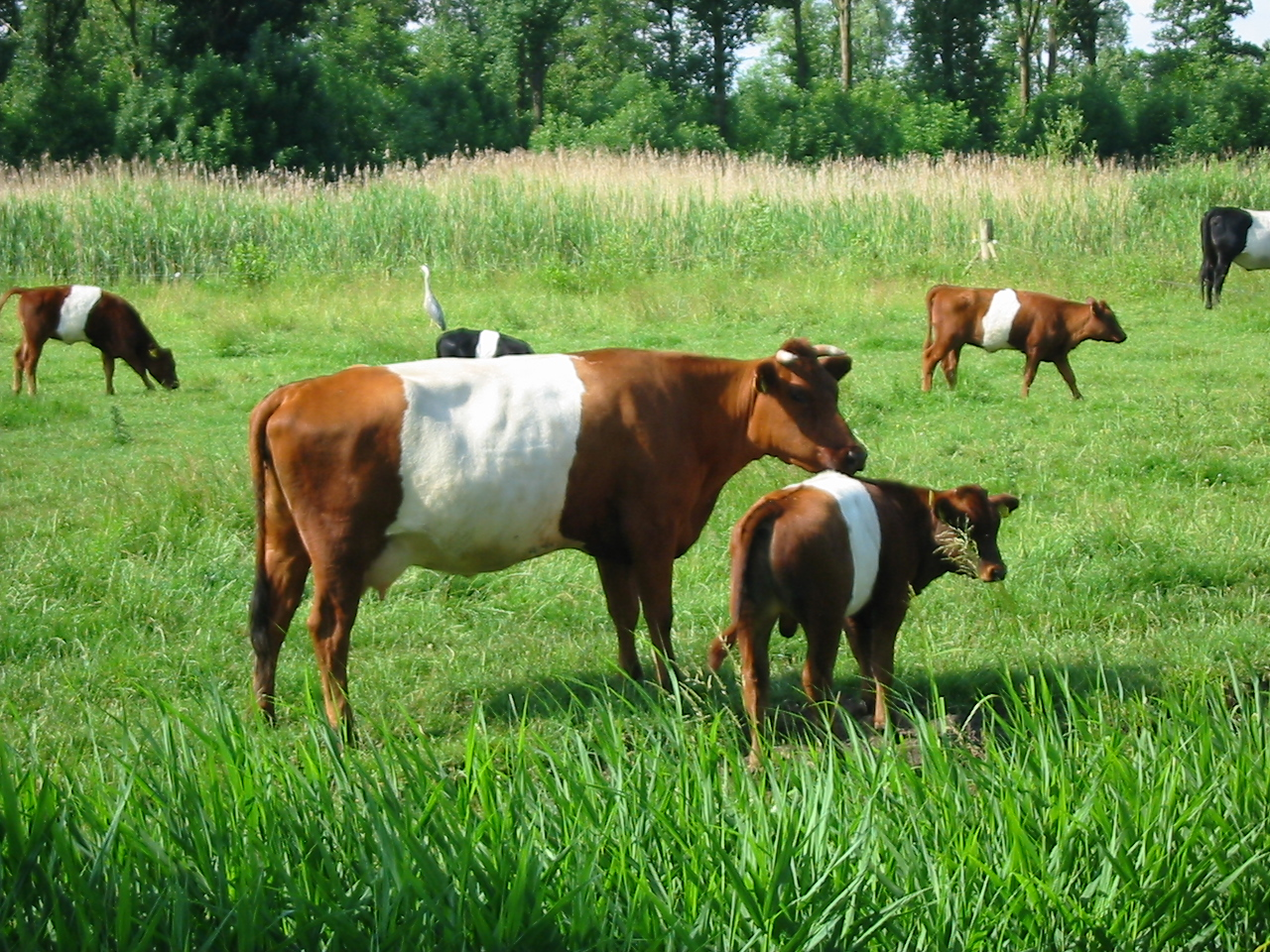
Lakenvelder koeien in een weiland vlak bij Leusden